# Tephrosia subulata
Tephrosia subulata är en ärtväxtart som beskrevs av John Hutchinson och Burtt Davy. Tephrosia subulata ingår i släktet Tephrosia och familjen ärtväxter. Inga underarter finns listade i Catalogue of Life.